# Club de Yates de Río de Janeiro

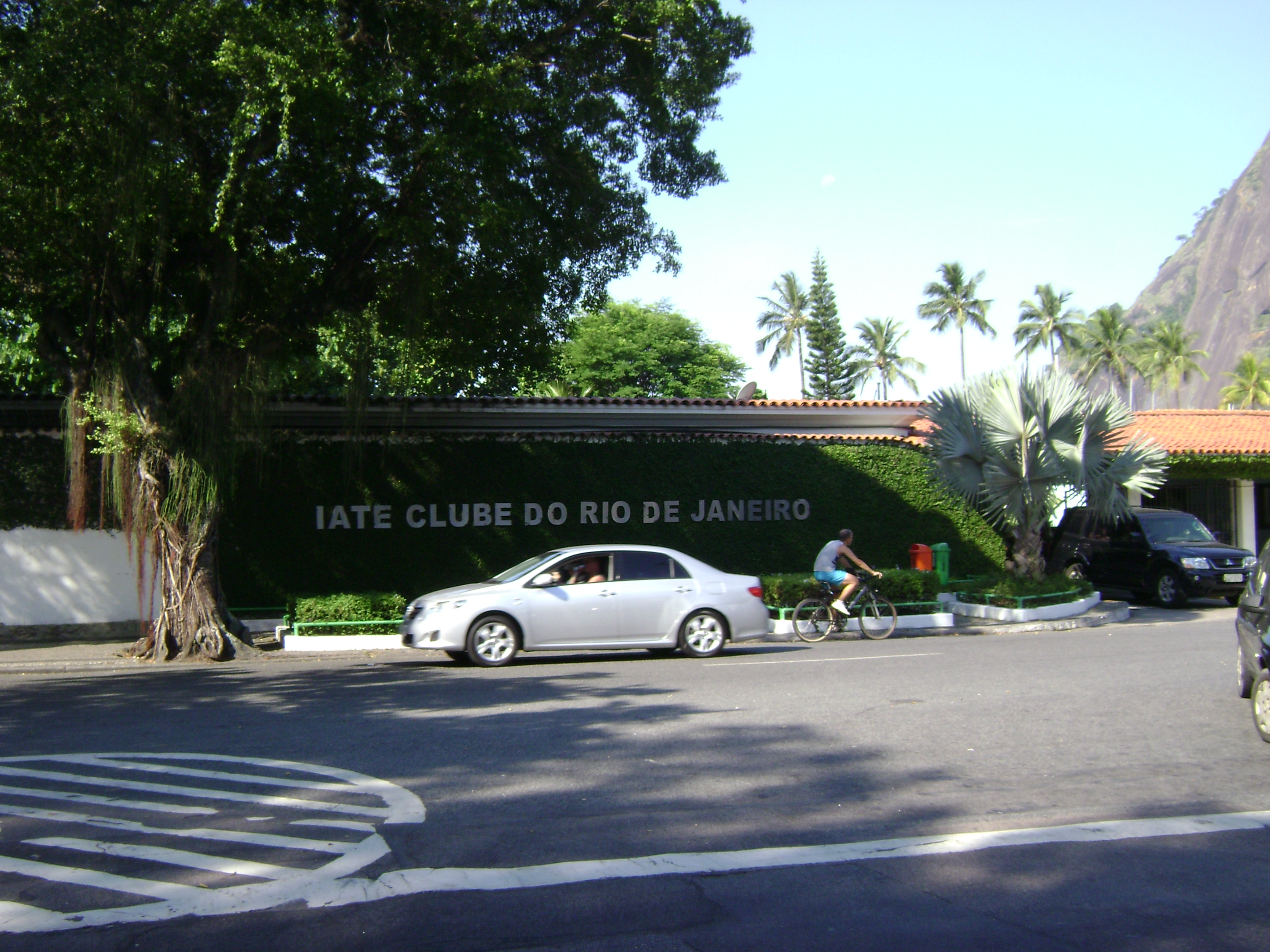
Entrada al club.

El Club de Yates de Río de Janeiro (Iate Clube do Rio de Janeiro en idioma portugués y oficialmente) es un club náutico brasileño con sede en Urca (Río de Janeiro).

## Historia
El club se fundó el 25 de marzo de 1920 con el nombre de Fluminense Yacht Club como la sección de deportes náuticos del Fluminense Football Club. Se independizó y cambio de nombre al actual, Iate Clube do Rio de Janeiro, en 1943.

## Regatas
Con unas históricas flotas de Snipe y Star, ha organizado innumerables campeonatos nacionales e internacionales de vela ligera. Recientemente, en 2010, albergó el Campeonato del Mundo Máster de Snipe y el Campeonato Mundial de Star.
En cuanto a vela de crucero, organiza desde 1947 la Regata Buenos Aires - Río de Janeiro, y desde 1971 la Regata Ciudad del Cabo - Río de Janeiro.

## Deportistas
Entre sus regatistas más destacados se encuentran los campeones del mundo Bruno de Amorim, Mauricio Oliveira y Henrique Haddad; los medallistas de oro olímpicos Marcos Soares y Eduardo Penido; los medallista de plata olímpicos Daniel Adler y Ronaldo Senfft; y el medallista de bronce olímpico Henrique Pellicano.